# Photomed
 (juillet 2022).
L'article doit être relu — et modifié si nécessaire — par des contributeurs indépendants pour apporter un regard critique aux contributions effectuées en violation des conditions d'utilisation de Wikipédia, tant sur la forme (notamment concernant le style encyclopédique, la proportionnalité) que sur le fond (la neutralité de point de vue, la qualité et l'indépendance des sources).
Photomed est un festival  de photographie méditerranéenne, créé à Sanary-sur-Mer en 2011 et tenu annuellement en mai-juin. Le festival, qui est composé d’expositions, de projections, de workshops, de lectures de portfolios et de conférences, met à l'honneur chaque année un pays de la Méditerranée. Depuis 2014, une reprise du festival Photomed est tenu également au Liban en janvier-février de l'année suivante. 

## Création et objectif
Photomed est créé par deux professionnels de l’image : l'éditeur Philippe Heullant et le consultant Philippe Sérénon, avec le soutien de Renaud Muselier, président du Conseil culturel de l’Union pour la Méditerranée, et de Ferdinand Bernhard, premier magistrat de la ville.
Son objectif est de montrer « au travers du regard des photographes, une réalité apaisée, ouverte et créative de la Méditerranée ». Le festival présente des photographies qui vont du « témoignage documentaire à la pure expression plastique ». Le festival réunit des artistes et photographes de renom et permet parallèlement à des nouveaux talents d'émerger.

## Organisation
Chaque année, un pays méditerranéen est « invité » et mis à l'honneur au cœur du festival. Le succès et l'internationalisation du festival ont permis de créer une édition inédite à Monaco en 2013 - placée sous le haut patronage du Prince Albert II pour fêter les 70 ans de l’indépendance du Liban -, mais surtout une édition régulière libanaise. Celle-ci se tient au mois de janvier à Beyrouth depuis 2014.  Elle a été cofondée par Philippe Heullant et Serge Akl, directeur de l'office de tourisme du Liban .
Le commissariat du festival a été assuré les 3 premières années par Jean-Luc Monterosso puis Simon Edwards et Philippe Sérénon. En 2016, le commissariat du festival est confié à l'écrivain, photographe et vidéaste Guillaume de Sardes pour l'édition libanaise et en 2017 pour la partie Photomed Marseille,.
Photomed rassemble près de 60 000 visiteurs par éditions. 300 photographes et 3 000 photos ont été présentées en 5 ans dans le cadre du festival. Plus de 3 millions de visiteurs ont vu les expositions installées au sein des gares de Marseille Saint-Charles, Toulon et Paris Gare-de-Lyon.

## Éditions françaises
Les éditions françaises sont annuellement tenus à Sanary-sur-Mer avec de 2011 à 2015 comme curateur Jean-Luc Monterosso.  
- 27 mai/19 juin 2011 : parmi les photographes exposés sont Martin Parr, invité d'honneur, et les photographes albanais présents dans la collection des Marubi.
- 24 mai/17 juin 2012 : parmi les photographes exposés figurent Massimo Vitali, invité d'honneur, mais aussi Nermine Hammam[11].
- 23 mai/16 juin 2013 : l'invité d'honneur est Fouad Elkoury, et le pays invité d'honneur est le Liban[12]. Le festival rend hommage au photographe Gabriele Basilico, qui venait de mourir en février de cette année[13],[14].
- 22 mai/15 juin 2014 : Mimmo Jodice est l'invité d'honneur et l'Italie est le pays invité d'honneur.
- 28 mai/21 juin 2015 : l'invité d'honneur est Toni Catany et le pays invité d'honneur est l'Espagne, et l'accent est mis sur la singularité de la photographie espagnole[15]. Une collection photographique du ministère du tourisme du Liban est également exposée. Pour la première fois, il y a aussi des vidéo-graphes de présentés.
- 29 mai/19 juin 2016 : Le 6e photomed est dédié à la photographe Leïla Alaoui, exposante du Photomed 2014, qui a été victime des attentats de Ouagadougou en janvier 2016[16],[17].

## Édition monégasque
Du  12 novembre/28 novembre 2013 est tenu à Monaco une reprise de l'exposition Photomed 2013 de Sanary-sur-Mer avec les mêmes photographes exposants, Fouad Elkoury étant invité d'honneur et le Liban pays invité d'honneur.

## Éditions libanaises
Depuis 2013, Photomed est exporté de Sanary-Sur-Mer au Liban, où l'exposition est tenu à Beyrouth au début de l'année suivante. 
- 17 janvier/16 février 2014 : la première édition libanaise est une reprise restreinte et adaptée de l'exposition 2013 de Sanary-Sur-Mer
- 21 janvier/11 février 2015 : pendant la deuxième édition libanaise, la collection 2014 de Sanary-sur-Mer est enrichie par des photos Archives photographiques de la Bibliothèque Orientale de l’Université Saint-Joseph de Beyrouth et les vidéos de la  Collection de vidéos de la Maison Européenne de la Photographie à Paris.
- 20 janvier/10 février 2016 : Les invités d'honneurs sont, en plus de Toni Catany (déjà invité d'honneur de l'édition de Sanary-sur-Mer), Alvaro Sanchez-Montanes et Luis Vioque. L'ouverture de cette troisième édition est marquée par la mort, le 18 janvier 2016, de la photographe Leïla Alaoui victime des attentats de Ouagadougou. Cette exposition permet également de découvrir une nouvelle génération de photographes libanaises, telles Randa Mirza, Lara Talbet, ou encore Myriam Boulos[9].